# A. BORD & Cie

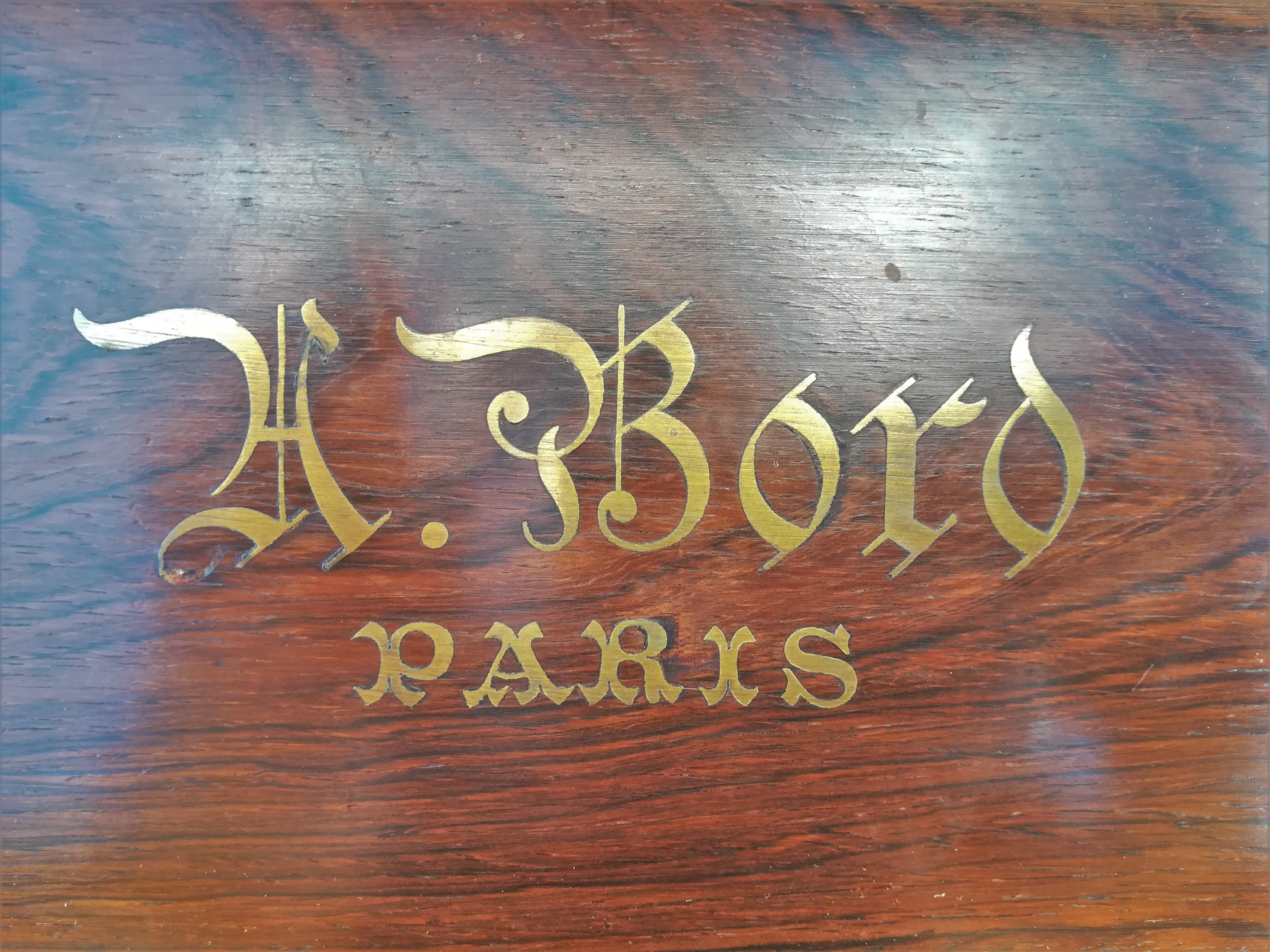
Inscription A. Bord sur un piano droit

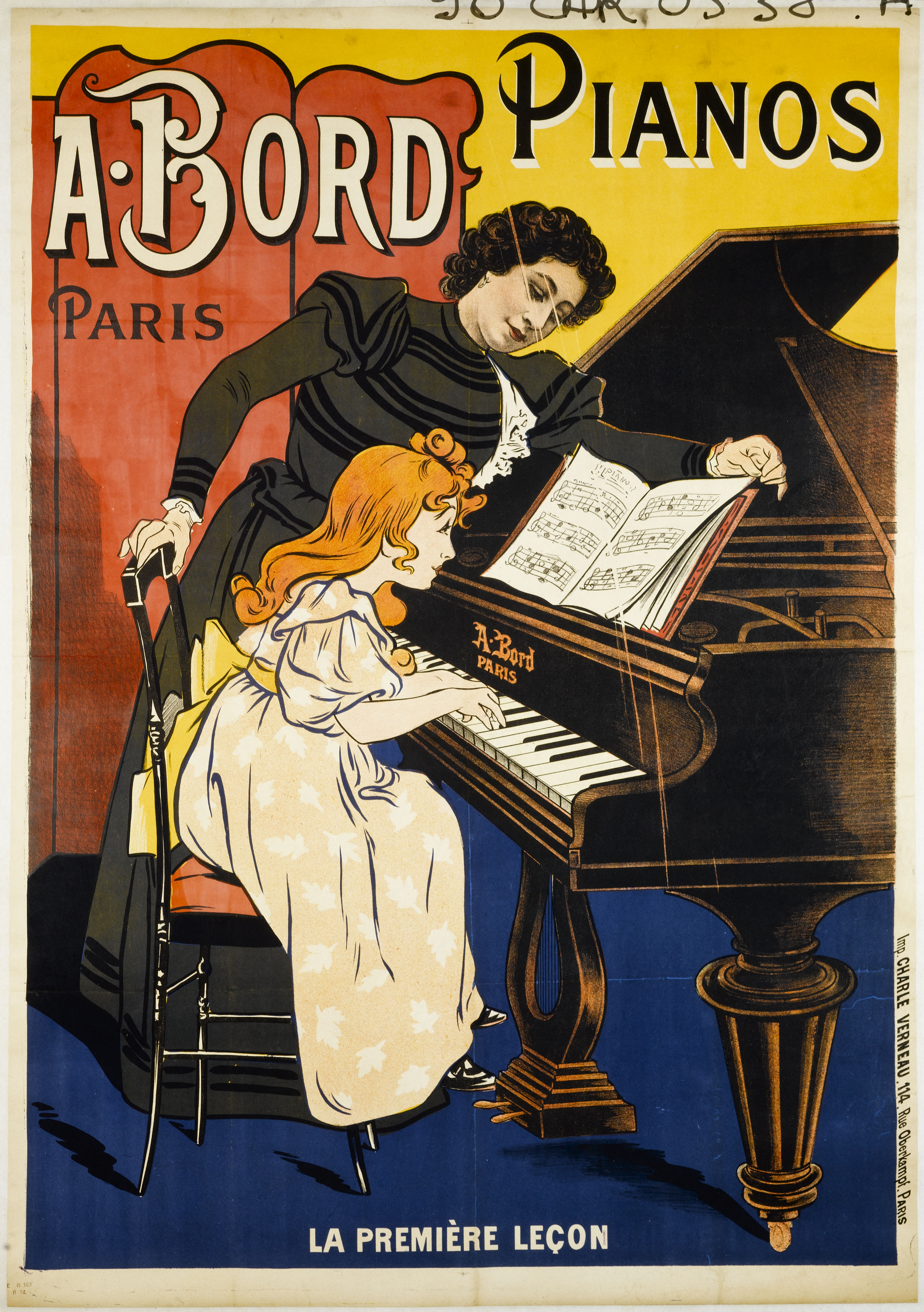
Affiche pour A. Bord & Cie. (Eugène Ogé, vers 1899)

A. BORD & Cie  est une manufacture de pianos française fondée par Antoine Bord en 1840. Cependant elle ne commence la fabrication de pianos qu'en 1843 à Paris.
Elle est la seule manufacture qui ait pu fabriquer 100 000 pianos en 57 ans.

## Histoire
Antoine Bord, originaire de Toulouse et ancien employé de chez Pleyel alors âgé de 29 ans, s'installe à Paris et décide de fabriquer des pianos. Sa vision est de fabriquer des pianos accessibles financièrement au plus de monde possible sans mettre de côté la qualité de l'instrument. C'est ce principe qui fut l'une des clés de la réussite de l'entreprise.
Un an après la fabrication du premier piano de la marque, Antoine Bord avait exposé un petit piano à queue qui lui fit remporter une médaille de bronze à l'Exposition Universelle de Paris. Puis la marque remporte une médaille d'or à l'Exposition de Lyon en 1872, de Melbourne en 1880, d'Amsterdam en 1883 et à l'Exposition universelle de Paris en 1889. Elle est mise hors concours à l'Exposition de Bruxelles en 1897.
Les pianos droits sont dotés d'une mécanique à lames de chez Erard.
En 1851, Antoine Bord imagine un système à double-échappement pour ses pianos. 
Son fondateur reçut la croix de la Légion d’honneur au grade de chevalier le 26 janvier septembre 1883 à la suite de l'Exposition d'Amsterdam, .
| Année | Récompense ou statut aux Expositions internationales |
| ----- | ---------------------------------------------------- |
| 1844  | Médaille de bronze, Paris                            |
| 1849  | Médaille d'argent, Paris                             |
| 1855  | Médaille de première classe, Paris                   |
| 1862  | Prize Medal, Londres                                 |
| 1867  | Médaille d'argent de première classe, Paris          |
| 1872  | Médaille d'or, Lyon                                  |
| 1878  | Membre du jury, Paris                                |
| 1880  | Médaille d'or, Melbourne                             |
| 1882  | Membre du jury, Bordeaux                             |
| 1883  | Médaille d'or, Amsterdam                             |
| 1884  | Membre du jury, Rouen                                |
| 1889  | Médaille d'or, Paris                                 |
| 1894  | Membre du jury, Lyon                                 |
| 1895  | Diplôme d’honneur, Bordeaux                          |
| 1896  | Membre du jury, Théâtre et de la musique             |
| 1897  | Hors concours, Bruxelles                             |
| 1900  | Hors concours, Paris                                 |

,,
C'est Antoine-Guillaume Bord (dit Antonin Bord), né à Toulouse en 1853 qui succède à la direction de l'entreprise à la mort d'Antoine Bord (son oncle), en 1888. C'est lui qui présenta en 1889 à l'Exposition Universelle de Paris divers modèles de pianos (toujours construits suivant le principe bon marché initié par son oncle), notamment le piano petit format avec barrage en bois à 450 francs, celui à cordes verticales à cadre en fonte et sillet en dessus, le piano demi-oblique avec trois barres de fer et sommier prolongé ainsi que ceux à cadre en fonte et à cordes croisées, pour lesquels il reçut une médaille d’or. Avec Antonin Bord, la marque s’est toujours efforcée de propager le système à cordes croisées avec cadre en fonte.
Dès 1900, certains pianos de la marque avaient une troisième pédale tonale. À cette même époque, la firme fut reprise par Stilles-Caillau et Cie.
La marque fabriquait également des modèles de "fabrication spéciale pour les colonies". En réalité, il s'agissait des modèles destinés à l'export, et donc normalement des modèles plus résistants aux variations climatiques. Par exemple le catalogue de 1891 stipule que les touches noires et blanches sont vissées, que des boucles en métal fixent le feutre des marteaux, que toute une série d’agrafes vient consolider les différentes parties de la mécanique et qu'une toile métallique est utilisée sur le barrage et sous le clavier pour empêcher l'intrusion d'insectes dans l’instrument,.
En 1907, le cap des 110 000 pianos produits est atteint.
A. BORD commence par ailleurs à fabriquer des pianos mécaniques sous le nom de AUTOBORD en 1912.
En 1925 la marque est rachetée par Regy, jusqu'en 1927 où elle est rachetée par Pleyel.
En 1930, c'est le cap des 135 000 pianos produits qui est atteint.
Les pianos A. Bord furent ensuite fabriqués par Pleyel à partir du no 135 901, de 1933 à 1938 puis de 1945 jusque dans les années 1960,. Ils constituaient une « sous-marque » de Pleyel, toujours dans l'esprit d'Antoine Bord d'être de bons pianos avec un tarif attractif.

### Fabrication des pianos
Avant d'être fabriqués par Pleyel, la fabrication et l'assemblage des pianos s'effectuait à l'usine de la marque située à Saint-Ouen, puis les instruments étaient transportés dans les ateliers de la marque à la rue des Poissonniers à Paris pour la finition et l’égalisation. A ne pas confondre avec le fait que la marque possédait ses bureaux et ses magasins au 14bis boulevard Poissonnière à Paris.

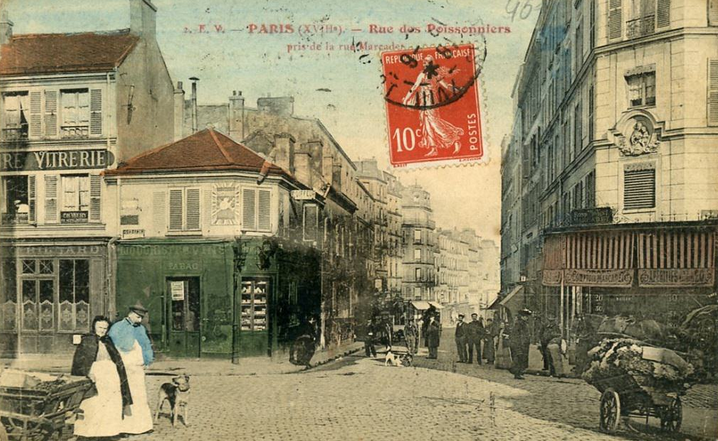
Rue des Poissonniers à la fin du XIXe siècle à Paris, à environ 350 mètres de là où était installée la fabrique des pianos A. Bord.

En 1865 A. Bord employait dans sa fabrique 160 ouvriers, dont l'année représentait pour chacun d'entre eux environ 300 jours de travail.
En 1898 l'usine employait 400 ouvriers, et avait une cadence d'environ 10 pianos par jour, pour environ 3 000 pianos par an.

### Aujourd'hui
Après Pleyel, la marque fut reprise par Young Chang dans les années 1990, et aujourd'hui, les pianos Bord sont fabriqués par Hailun, fabricant de pianos d'origine chinoise.